# Perissolestes romulus
Perissolestes romulus – gatunek ważki z rodziny Perilestidae. Występuje na terenie Ameryki Południowej.